# Teodoro, o Ateu
Teodoro (em grego: Θεόδωρος), o Ateu (c. 340-250 a.C.), natural de Cirene, foi um filósofo da escola cirenaica. Viveu na Grécia e em Alexandria, antes de terminar os seus dias na sua cidade nativa de Cirene. Como filósofo cirenaico, ensinava que o objectivo da vida era a obtenção da alegria e o evitar a dor. A primeira resultaria do conhecimento e o segundo da ignorância. Mas a característica principal que afamou o filósofo era o seu alegado ateísmo. Era normalmente designado por escritos antigos como atheus (grego: ὁ ἄθεος), o Ateu.